# Nico Vega
Nico Vega é uma banda Americana de rock de Los Angeles, California, formada em 2005 por Mike Peña, assim chamada em homenagem a sua mãe. A banda consiste da vocalista Aja Volkman, guitarrista Rich Koehler e baterista Dan Epand.

## História
Aja Volkman começou a escrever canções enquanto estava no ensino médio, em Eugene, Oregon. Mais tarde, ela se mudou para Los Angeles e começou a tocar por conta própria. Ela tinha a esperança de, eventualmente, formar uma banda. Isso aconteceu quando uma noite depois de um show em 2005, Mike Peña se aproximou e a convidou para cantar com ele e Rich Koehler. A banda se chamou Nico Vega em homenagem a mãe de Peña. No entanto, em 2007, Mike deixou a banda para prosseguir atuando e desfrutar de paternidade. Nesse ponto, Dan Epand se juntou à banda como seu novo baterista e tem sido assim desde então.

### Álbuns de Estúdio
- Nico Vega (2009)
- Lead To Light (2014)

### EPs
- Chooseyourwordspoorly (2006)
- Cocaine Cooked the Brain (2007)
- No Child Left Behind (2007)
- Nico Vega Covers Nico Vega and Rod Stewart (2011)
- Fury Oh Fury (2013)